# Pipistrellus javanicus
Pipistrellus javanicus es una especie de murciélago de la familia Vespertilionidae.

## Distribución geográfica
Se encuentra en Afganistán, Pakistán, India Nepal, Bangladés, Birmania, Tailandia, Camboya Laos, Vietnam China Malasia, México, Indonesia Brunéi y Filipinas.